# Palau Mnebhi

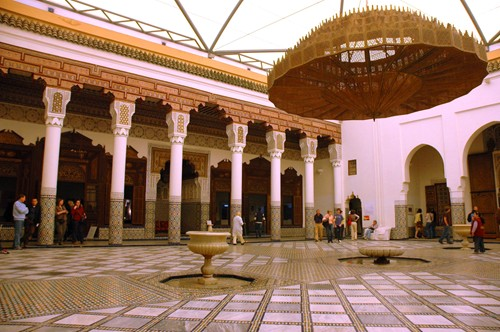
El pati del palau cobert amb una lona

El palau Mnebhi és un palau andalusí de finals del segle xix a Marràqueix, al Marroc. Actualment alberga el Museu de Marràqueix.

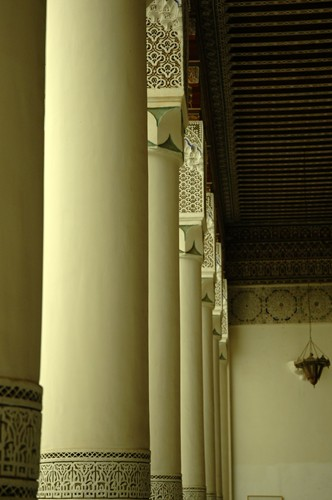
Columnes del pati

El palau fou construït pel gran visir del sultà Mulay Mehdi Hassan. L'edifici segueix l'estil d'una casa marroquina tradicional.
Una porta decorada condueix a un pati obert, actualment cobert per una lona, amb alicatats zellij i tres piles de marbre al centre. Des del pati s'accedeix a les sales de la planta baixa i les plantes superiors.
Situat al costat de la madrassa Ben Youssef, és un magnífic palau establert sobre una parcel·la de 2.108 m² i dotat d'un vast i còmode celobert de 709 m², típic de l'art moresc, que a part del museu també acull activitats culturals.

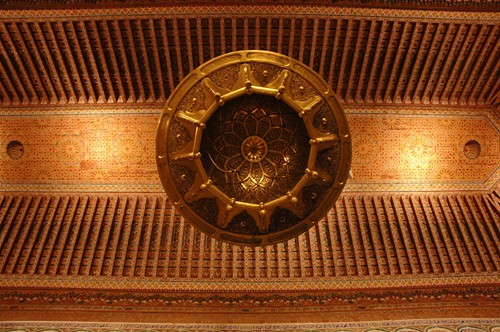
Sostre d'una sala

El palau va ser restaurat i rehabilitat com a museu per Omar Benjelloun, que era un gran col·leccionista i mecenes marroquí. El museu de Marrakech és finançat i administrat per la fundació Omar Benjelloun.
El museu organitza des de 1995 exposicions temporals al voltant de l'art contemporani o del patrimoni cultural marroquí. A la planta baixa hi són exposats objectes de coure martellejat, armes, roba i joies amazigues. Els objectes encara són utilitzats a les muntanyes.
El saló del primer pis conté decoració hispano-morisca i mobles de cedre.
El museu organitza i acull també diverses manifestacions tals com concerts, espectacles de teatre i de coreografia, projeccions de pel·lícules, col·loquis, jornades d'estudi i tallers.